# Thế vận hội Mùa hè 1896
Thế vận hội Mùa hè 1896 (tiếng Hy Lạp: Θερινοί Ολυμπιακοί Αγώνες 1896, đã Latinh hoá: Therinoí Olympiakoí Agónes 1896), tên chính thức là Thế vận hội Mùa hè lần thứ I, là sự kiện thể thao quốc tế được tổ chức tại thành phố Athens, thủ đô của Hy Lạp, từ ngày 6 đến 15 tháng 4 năm 1896. Đây chính là kỳ Thế vận hội đầu tiên được tổ chức trong thời kỳ hiện đại. Hy Lạp cổ đại vốn là cái nôi của phong trào Olympic, do đó Athens được coi như sự lựa chọn thích hợp nhất để tổ chức cho kỳ Thế vận hội hiện đại đầu tiên. Thành phố này được nhất trí chọn làm nơi đăng cai kỳ Olympic đầu tiên trong cuộc hội nghị do Pierre de Coubertin, một nhà sư phạm và sử gia người Pháp, tổ chức tại Paris vào ngày 23 tháng 6 năm 1894. Ủy ban Olympic quốc tế (IOC) cũng được thành lập nhân hội nghị này.
Mặc dù gặp phải nhiều trở ngại và thoái trào nhưng Thế vận hội Mùa hè 1896 vẫn được ghi nhận là một kỳ Olympic thành công, nhờ những cuộc tranh tài thể thao có quy mô lớn nhất từ trước cho tới thời điểm đó. Sân vận động Panathinaiko, sân vận động lớn đầu tiên trên thế giới thời hiện đại, đã chật cứng bởi lượng khán giả đông nhất vào lúc đó. Nước chủ nhà Hy Lạp đạt được thành tích nổi bật nhờ chiến thắng trong môn marathon của Spiridon Louis. Vận động viên thành công nhất trong kỳ Thế vận hội là đô vật và vận động viên thể dục dụng cụ người Đức Carl Schuhmann, người đã giành được tới 4 huy chương vàng. Trong kỳ thế vận hội đầu tiên này không có nữ vận động viên nào tham dự.
Sau kỳ Thế vận hội, một số nhân vật cấp cao, trong đó có Vua Georgios I của Hy Lạp cùng một số vận động viên người Mỹ, kiến nghị với Coubertin và IOC rằng tất cả những kỳ Thế vận hội sau nên được tổ chức tại Athens. Tuy nhiên 4 năm sau, Thế vận hội Mùa hè 1900 lại được tổ chức tại thành phố Paris của Pháp và ngoại trừ kỳ Thế vận hội 1906 không được IOC công nhận chính thức, phải 108 năm sau, Athens của Hy Lạp mới được tổ chức sự kiện này lần thứ hai vào năm 2004.

## Khôi phục kỳ Thế vận hội
Trong suốt thế kỷ XVIII, rất nhiều sự kiện thể thao quy mô nhỏ trên khắp châu Âu đã được định danh sau kỳ Đại hội Olympic cổ đại. Coubertin đề xuất một ý tưởng khôi phục lại sự kiện thể thao này nhưng dưới hình thức đa quốc gia và đa sự kiện thi đấu. Đại hội Olympic cổ đại dù cũng có ý nghĩa quốc tế vì các thành bang và thuộc địa của Hy Lạp đều tham dự, nhưng chỉ có những vận động viên nam dòng dõi Hy Lạp mới có quyền thi đấu. Năm 1890, Coubertin viết một bài báo đăng tại tạp chí La Revue Athletique với nội dung tán dương tầm quan trọng của Much Wenlock, một thị trấn thương mại ở hạt Shropshire của nước Anh. Tại đây, vào năm 1850, nhà vật lý địa phương William Penny Brookes đã thành lập Thế vận hội Wenlock, một sự kiện thể thao và tiêu khiển trong đó bao gồm điền kinh và một số môn thể thao đồng đội như cricket, bóng đá và ném vòng. Coubertin cũng nắm bắt ý tưởng từ những sự kiện thể thao tổ chức tại Hy Lap bởi thương gia Evangelos Zappas.
| “                                           | Với niềm xúc động vì đơn thỉnh cầu nhã nhặn của ngài Bá tước de Coubertin, tôi gửi tới ngài và các đại biểu của hội nghị lời cảm ơn chân thành và lời chúc tốt đẹp nhất cho sự hồi sinh của Thế vận hội. | ” |
| —Georgios I của Hy Lạp, 21 tháng 6 năm 1894 | |   |

Ngày 18 tháng 6 năm 1894, Coubertin tổ chức một hội nghị tại Sorbonne, Paris để giới thiệu ý tưởng của ông tới những đại diện của các đoàn thể đến từ 11 quốc gia. Theo sau việc đề xuất này được chấp thuận, hội nghị bắt đầu định thời điểm để tổ chức kỳ Thế vận hội hiện đại đầu tiên. Coubertin gợi ý rằng Thế vận hội nên được tổ chức đồng thời với hội chợ triển lãm thế giới năm 1900 tại Paris. Tuy nhiên do lo ngại rằng 6 năm là một khoảng thời gian quá dài và có thể làm mất đi sự hứng thú của công chúng, các thành viên của hội nghị đã đi đến quyết định chọn năm 1896 làm thời điểm tổ chức kỳ Thế vận hội mở đầu. Sau khi ấn định thời gian, hội nghị hướng sự chú ý tới việc chọn một thành phố đăng cai tổ chức Thế vận hội. Việc tại sao Athens của Hy Lạp được chọn làm chủ nhà vẫn còn là điều bí ẩn. Năm sau đó, cả Coubertin và Demetrius Vikelas đưa ra những cuốn hồi ký về quá trình chọn lựa nhưng trái với những gì diễn ra trong những phút chính thức của hội nghị. Rất nhiều tài liệu cho rằng một số đại biểu đã đề xuất tổ chức Thế vận hội tại Luân Đôn nhưng không được Coubertin đồng ý. Sau một cuộc hội ý ngắn gọn với Vikelas, người đã giới thiệu Hy Lạp, Coubertin đã đề cử Athens. Vikelas chính thức đưa kế hoạch này vào ngày 23 tháng 6, và do Hy Lạp là cái nôi của Olympic nên đã được các đại biểu chấp thuận. Vikelas sau đó đã được bầu làm chủ tịch đầu tiên của Ủy ban Olympic quốc tế.

## Công tác tổ chức
Thông tin về việc Thế vận hội sẽ quay trở lại với Hy Lạp đã được đón nhận một cách nồng nhiệt bởi công chúng, giới truyền thông và gia đình hoàng gia. Theo như Coubertin thì "Thái tử Constantine đón nhận thông tin Thế vận hội được khởi đầu tại Athens với niềm vui sướng tột cùng". Coubertin còn xác nhận rằng "Đức vua và Thái tử sẽ bổ nhiệm người để tổ chức Thế vận hội". Sau đó Coubertin cũng thông báo rằng ông sẽ đảm đương chức chủ tịch của Ủy ban tổ chức 1896.
Tuy nhiên, đất nước Hy Lạp lúc đó đang gặp phải một số khó khăn về tài chính cũng như hỗn loạn về chính trị. Chức vụ thủ tướng lần lượt thuộc về Charilaos Trikoupis và Theodoros Deligianis trong suốt những năm cuối của thế kỷ XIX. Vì vậy, cả thủ tướng Trikoupis và Stephanos Dragoumis, chủ tịch Ủy ban Thế vận hội Zappas, một ủy ban đã nỗ lực tổ chức hàng loạt kỳ Thế vận hội trong nước, đã tin rằng Hy Lạp không thể tổ chức được kỳ Thế vận hội 1896. Cuối năm 1894, ủy ban tổ chức dưới quyền của Stephanos Skouloudis đã đưa ra bản báo cáo rằng tổng chi phí cho kỳ Thế vận hội này có thể cao gấp ba lần ước tính của Coubertin. Họ kết luận rằng tốt nhất không nên tổ chức sự kiện này và đưa ra lời rút lui. Tổng chi phí lên tới con số 3.740.000 drachma (khoảng 448.000 đô-la Mỹ).

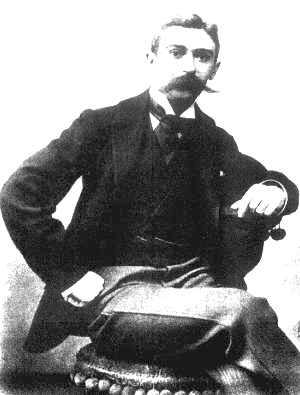
Pierre de Coubertin, người sáng lập các thế vận hội hiện đại

Với viễn cảnh khôi phục Thế vận hội không mấy sáng sủa, Coubertin và Vikelas bắt đầu một chiến dịch để cứu nguy cho kế hoạch. Nỗ lực của họ bắt đầu vào ngày 7 tháng 1 năm 1895 khi Vikelas thông báo rằng Thái tử Constantine sẽ nắm chức chủ tịch Ủy ban tổ chức. Trách nhiệm đầu tiên của ông là phải quyên góp đủ số tiền cần thiết để tổ chức Thế vận hội. Ông đã đánh vào lòng yêu nước của người dân Hy Lạp để thúc đẩy nguồn cung ứng tài chính. Sự nhiệt tình của Thái tử Constantine đã làm dấy lên phong trào quyên góp tiền từ công chúng. Riêng giới thường dân đã góp được 330.000 drachma. Một bộ tem thư đặc biệt đã được đặt mua với trị giá lên đến 400.000 drachma. Với yêu cầu của Constantine, thương gia George Averoff đã đồng ý chi trả tới 1 triệu drachma cho việc trùng tu sân vận động Panathinaiko. Để ghi nhớ công lao của Averoff, một bức tượng của ông đã được dựng lên bên ngoài sân vận động và kéo rèm ngày 5 tháng 4 năm 1896. Ngày nay, bức tượng Averoff vẫn còn ở nguyên vị trí cũ.
Một số vận động viên tham dự Thế vận hội vì họ tình cờ có mặt ở Athens để du lịch hoặc có công chuyện trong suốt thời gian sự kiện thể thao này được tổ chức, ví dụ như một số vận động viên người Anh làm việc tại đại sứ quán. Ngôi làng Thế vận hội cho các vận động viên chỉ được xây dựng từ kỳ Thế vận hội Mùa hè 1932. Do đó họ phải tự túc lo chỗ ăn ở tạm thời.
Nội quy đầu tiên được IOC thông qua năm 1894 là chỉ chấp thuận các vận động viên nghiệp dư được tham dự Thế vận hội. Nhiều cuộc tranh tài được tổ chức dưới luật thi đấu dành cho giới nghiệp dư, ngoại trừ môn đấu kiếm. Nội quy này không được thay đổi, do vậy ban tổ chức phải lựa chọn bộ luật của nhiều liên đoàn thể thao quốc gia. Ban giám khảo, trọng tài và người điều khiển trận đấu được gọi bằng những cái tên theo kiểu cổ nhân (Ephar, Helanodic và Alitarc). Hoàng tử George là người đóng vai trò trọng tài cấp cao nhất, theo như Coubertin, "sự hiện diện của ông mang đến sức nặng quyền lực tới quyết định của các giám sát viên".

## Lịch thi đấu
| ● | Lễ khai mạc | ● | Sự kiện tranh tài | ● | Chung kết | ● | Lễ bế mạc |

| Tháng 4         | Mùng 6 | 7 | 8 | 9 | 10 | 11 | 12 | 13 | 14 | 15 |
| --------------- | ------ | - | - | - | -- | -- | -- | -- | -- | -- |
| Lễ              | ●      |   |   |   |    |    |    |    |    | ●  |
| Bắn súng        |        |   | ● | ● | ●  | ●  | ●  |    |    |    |
| Bơi             |        |   |   |   |    | ●  |    |    |    |    |
| Cử tạ           |        | ● |   |   |    |    |    |    |    |    |
| Đấu kiếm        |        | ● |   | ● |    |    |    |    |    |    |
| Điền kinh       | ●      | ● |   | ● | ●  |    |    |    |    |    |
| Đua xe đạp      |        |   | ● |   |    | ●  | ●  | ●  |    |    |
| Quần vợt        |        |   | ● | ● |    | ●  |    |    |    |    |
| Thể dục dụng cụ |        |   |   | ● | ●  |    |    |    |    |    |
| Vật             |        |   |   |   | ●  | ●  |    |    |    |    |
| Tháng 4         | Mùng 6 | 7 | 8 | 9 | 10 | 11 | 12 | 13 | 14 | 15 |

## Lễ khai mạc

Quang cảnh lễ khai mạc tại sân vận động Panathinaiko

Ngày 6 tháng 4 (25 tháng 3 theo như lịch Julius), Thế vận hội lần thứ nhất chính thức được khai mạc. Đó là ngày thứ hai Tuần Thánh và cũng là ngày lễ kỷ niệm chiến tranh giành độc lập của nước chủ nhà. Sân vận động Panathinaiko chật kín người xem với con số ước lượng vào khoảng 80.000 trong đó có Đức vua Georgios I của Hy Lạp, Hoàng hậu Olga cùng các Hoàng tử. Hầu hết các vận động viên đều tham dự lễ khai mạc và xếp hàng theo từng nhóm quốc gia. Sau bài diễn văn của Thái tử Constantine, vị chủ tịch Ủy ban tổ chức, Hoàng đế Georgios I chính thức tuyên bố khai mạc Thế vận hội:
| “ | Tôi xin long trọng tuyên bố khai mạc Thế vận hội quốc tế đầu tiên. Quốc gia trường tồn. Nhân dân Hy Lạp trường tồn. | ” |

Sau đó, chín dàn nhạc và đội hợp xướng gồm 150 người đã trình diễn bản Thánh ca Thế vận hội, soạn bởi Spyros Smaras với phần lời của nhà thơ Kostis Palamas. Tuy vậy phải đến tận năm 1958 bài hát này mới được IOC công nhận là bài hát chính thức của Thế vận hội. Nhiều nghi lễ có trong lễ khai mạc của các kỳ Thế vận hội ngày nay vẫn chưa tồn tại khi khởi tranh Thế vận hội Mùa hè 1896: ví dụ như ngọn đuốc Olympic đầu tiên chỉ được thắp tại Thế vận hội năm 1928, vận động viên lần đầu tiên tuyên thệ tại lễ khai mạc là vào năm 1920 và nghi thức trọng tài tuyên thệ thì phải mãi đến năm 1972 mới có lần đầu tiên.

## Các sự kiện thi đấu
Tại hội nghị Sorbone năm 1894, nhiều môn thể thao được đề nghị cho chương trình thi đấu ở Athens. Bản thông cáo chính thức đầu tiên về các nội dung thi đấu cho thấy các môn thể thao được yêu thích như bóng đá và cricket đều có mặt, thế nhưng các kế hoạch này không thành hiện thực, kết quả là hai môn thể thao phổ biến này không nằm trong danh sách cuối cùng của Thế vận hội. Rowing và đua thuyền lúc đầu dự định được tổ chức nhưng cuối cùng cũng bị hủy bỏ do gió mạnh trong ngày thi đấu hai môn thể thao này.

### Điền kinh

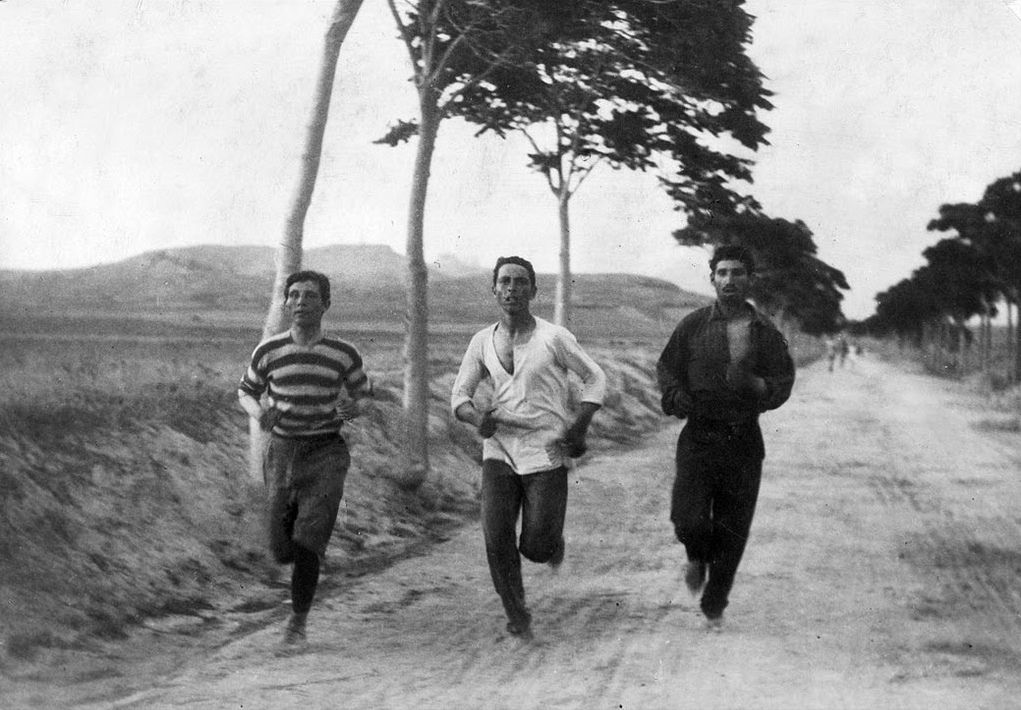
Các vận động viên thi đấu môn điền kinh.

Môn điền kinh là nội dung thu hút được nhiều đoàn (9 đoàn), cũng như đông đảo vận động viên nhất đăng ký tham gia thi đấu. Tâm điểm có lẽ là nội dung chạy marathon, đây cũng là cuộc thi marathon quốc tế lần đầu tiên được tổ chức. Spiridon Louis, vốn chỉ là một người đàn ông chở nước không có tiếng tăm gì trước cuộc đua, đã giành chức vô địch, và trở thành người hùng của cả dân tộc Hy Lạp. Mặc dù nước chủ nhà đã được ưu ái để chiến thắng trong nội dung ném đĩa và đẩy tạ nhưng những vận động viên xuất sắc nhất của họ cũng chỉ về nhì sau các vận động viên Mỹ ở cả hai nội dung này.
Không có kỷ lục thế giới nào được thiết lập vì rất ít vận động viên hàng đầu được đến tranh tài tại Hy Lạp. Thêm vào đó, khúc cua của đường chạy quá hẹp nên việc đạt thành tích cao ở các nội dung chạy là điều gần như không thể. Tuy nhiên Thomas Burke của đoàn thể thao Mỹ đã cán đích đầu tiên ở nội dung chạy 100 mét với thành tích 12 giây và nội dung 400 mét với thành tích 54,2 giây. Burke là người duy nhất sử dụng tư thế cúi mình (quỳ gối lên mặt đất), khiến cho trọng tài rất bối rối. Tuy vậy anh vẫn được chấp thuận với tư thế "không thoải mái" này.

### Xe đạp

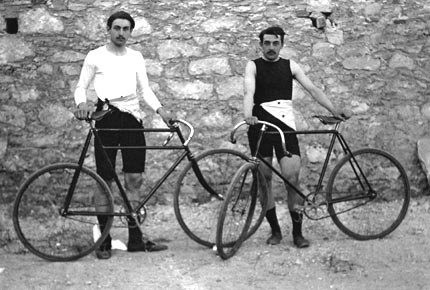
Frenchmen Léon Flameng (trái) và Paul Masson vô địch tới 4 nội dung đua xe đạp.

Nội quy của Liên đoàn đua xe đạp quốc tế được áp dụng tại kỳ Thế vận hội này. Các nội dung đua xe lòng chảo đã được tổ chức tại nhà thi đấu Neo Phaliron mới xây dựng xong. Chỉ có duy nhất một nội dung đua đường trường là được tổ chức với chặng đua từ Athens tới Marathon rồi quay ngược lại, dài tổng cộng 87 km.
Tại nội dung đua xe lòng chảo, cua-rơ xuất sắc nhất là vận động viên người Pháp Paul Masson, người đã chiến thắng 3 nội dung đua tính giờ, đua nước rút và đua 10.000 mét. Tại nội dung 100 km, ông thi đấu như vận động viên hỗ trợ cho đồng đội Léon Flameng. Flameng đã cán đích đầu tiên sau một cú ngã và sau khi phải dừng lại để chờ đối thủ người Hy Lạp Georgios Kolettis để sửa chữa trục trặc kỹ thuật. Tay kiếm người Áo Adolf Schmal đã vô địch nội dung đua 12 giờ tuy chỉ duy nhất có hai cua-rơ cán đích; trong khi ngôi quán quân nội dung đua đường trường thuộc về cua-rơ nước chủ nhà Aristidis Konstantinidis.

### Đấu kiếm

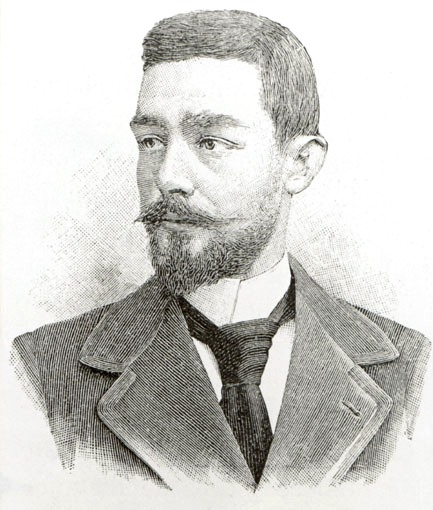
Leonidas Pyrgos trở thành nhà vô địch Thế vận hội hiện đại người Hy Lạp đầu tiên khi giành chiến thắng tại nội dung kiếm liễu nghệ sĩ nam.

Môn đấu kiếm được tổ chức tại tòa nhà Zappeion, được xây dựng bởi số tiền mà Evangelos Zappas đã đóng góp để khôi phục phong trào Thế vận hội và chưa từng được chứng kiến cuộc tranh tài nào trước đó. Không giống như các môn thể thao khác vốn chỉ dành cho vận động viên nghiệp dư, vận động viên đấu kiếm chuyên nghiệp được phép tham dự môn thi này dù sẽ phải thi đấu ở một nội dung riêng biệt. Họ được coi là những "gentleman athlete", với tư cách giống như những vận động viên nghiệp dư.
Bốn nội dung thi đấu đã được lên lịch nhưng nội dung kiếm ba cạnh đã bị hủy bỏ mà không rõ lý do. Giành chức vô địch ở nội dung kiếm liễu là vận động viên người Pháp Eugène-Henri Gravelotte, người đã đánh bại người đồng hương Henri Callot trong trận chung kết. Chức vô địch ở hai nội dung còn lại là kiếm chém và kiếm liễu nghệ sĩ đều thuộc về các vận động viên của Hy Lạp. Leonidas Pyrgos, nhà vô địch kiếm liễu nghệ sĩ, đã trở thành vận động viên người Hy Lạp đầu tiên giành ngôi vị cao nhất tại một kỳ Thế vận hội hiện đại.

### Thể dục dụng cụ

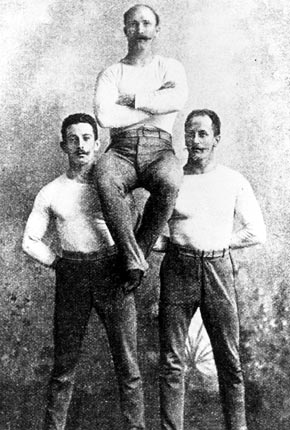
Các nhà vô địch thể dục dụng cụ cá nhân người Đức: Schuhmann, Flatow, và Weingärtner

Các nội dung thi đấu của môn thể dục dụng cụ được tổ chức ngoài trời tại sân vận động Panathinaiko. Nước Đức đã gửi tới Thế vận hội lần này một đội tuyển gồm 11 thanh viên và đã giành chiến thắng ở 5 trong tổng số 8 nội dung thi đấu, trong đó có các chức vô địch ở cả hai nội dung đồng đội. Ba vận động viên của họ cũng giành được những danh hiệu cá nhân là: Hermann Weingärtner (nội dung xà đơn); Alfred Flatow (xà kép); và Carl Schuhmann, người cũng thi đấu thành công tại môn vật, đã đạt thành tích cao nhất tại nội dung ngựa gỗ. Louis Zutter, một vận động viên đến từ Thụy Sĩ, chiến thắng tại nội dung ngựa tay quay, trong khi hai vận động viên Hy Lạp là Ioannis Mitropoulos và Nikolaos Andriakopoulos được vinh danh với chiến thắng lần lượt tại các nội dung vòng quay và trèo thừng.

### Bắn súng
Tổ chức tại Kallithea, môn bắn súng bao gồm 5 nội dung: 3 nội dung súng trường và 2 nội dung súng ngắn. Tại nội dung đầu tiên là súng trường quân đội, tay súng Pantelis Karasevdas đạt thành tích cao nhất khi là người duy nhất bắn trúng mục tiêu trong tất cả loạt bắn. Nội dung thứ hai là súng ngắn quân đội với hai vị trí cao nhất thuộc về hai anh em người Mỹ John và Sumner Paine, thành tích này giúp họ trở thành cặp anh em đầu tiên giành được vị trí số một và hai ở một kỳ Thế vận hội. Để tránh làm xấu hổ nước chủ nhà, hai anh em quyết định chỉ một trong hai người sẽ tham gia nội dung súng ngắn tiếp theo là súng ngắn tự do. Sumner Paine đã giành thắng lợi và đây là trường hợp đầu tiên trong cùng một gia đình có hai nhà vô địch Olympic.
Anh em nhà Paine không tham dự nội dung súng ngắn bắn nhanh 25 mét vì trọng tài cho rằng súng của họ không phù hợp với kích cỡ nòng súng cho phép. Với sự vắng mặt của họ, Ioannis Phrangoudis đã chiến thắng. Nội dung cuối cùng là súng trường tự do được bắt đầu cùng ngày hôm đó nhưng do trời tối nên cuộc thi đấu không thể hoàn thành và phải đến sáng hôm sau mới xác định được nhà vô địch là Georgios Orphanidis.

### Bơi

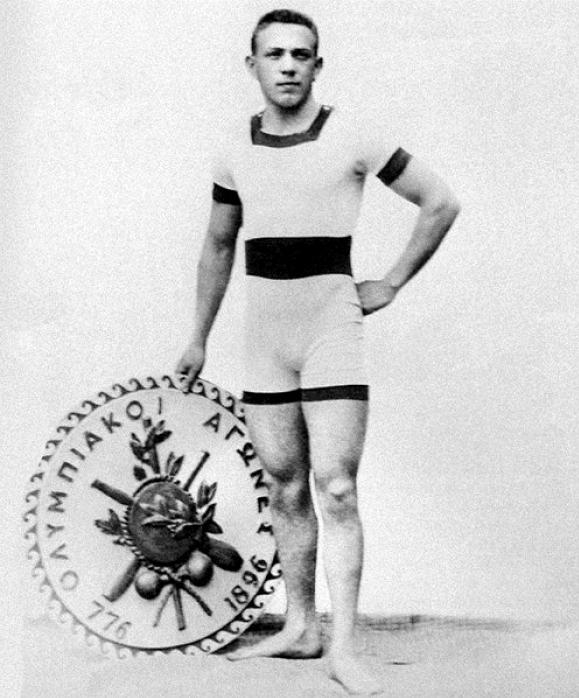
Alfréd Hajós, nhà vô địch Thế vận hội đầu tiên trong môn bơi, là một trong hai người duy nhất đã từng giành được huy chương ở cả hai nội dung tranh tài thể thao và nghệ thuật.

Môn bơi được tổ chức thi đấu ngoài biển bởi ban tổ chức đã từ chối cấp ngân sách để xây dựng một bể bơi. Gần 20.000 khán giả đã dàn hàng dọc theo vịnh Zea trên bãi biển Piraeus để dõi theo cuộc thi tài. Nước ở vịnh rất lạnh và các kình ngư phải chịu trận trong suốt cuộc thi. Ba nội dung mở là bơi 100 mét tự do, 500 mét tự do và 1200 mét tự do, nội dung còn lại chỉ dành cho thủy thủ của Hải quân Hy Lạp là bơi thủy thủ 100 mét tự do đều được tổ chức vào cùng một ngày 11 tháng 4.
Với vận động viên Alfréd Hajós của Hungary, anh chỉ có thể tham gia hai nội dung vì cuộc tranh tài được tổ chức quá sát khiến việc hồi sức để tiếp tục thi đấu dường như là không thể. Tuy vậy anh cũng về nhất ở cả hai nội dung mình tham gia là bơi tự do 100 và 1200 mét. Hajós sau đó đã trở thành một trong hai người duy nhất đoạt được huy chương ở cả tranh tài thể thao và nghệ thuật tại Thế vận hội. Năm 1924, anh giành một tấm huy chương bạc về kiến trúc, một trong 5 hạng mục nghệ thuật (âm nhạc, mỹ thuật, văn học, điêu khắc và kiến trúc) được tổ chức tranh tài tại các kỳ Thế vận hội đầu. Nhà vô địch ở nội dung bơi tự do 500 mét là kình ngư người Áo Paul Neumann, người đã cán đích đầu tiên và bỏ xa các đối thủ tới 1 phút rưỡi.

### Quần vợt

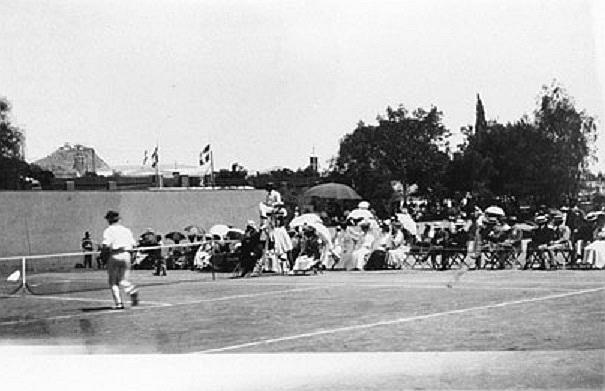
Trận chung kết đơn nam quần vợt tại Thế vận hội Mùa hè 1896

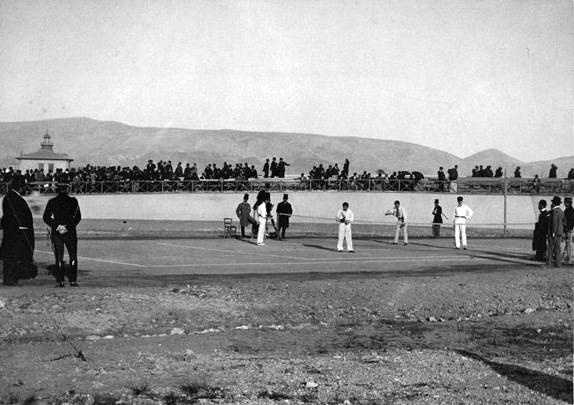
Trận chung chung kết đôi nam quần vợt tại Thế vận hội Mùa hè 1896

Mặc dù tennis đã trở thành một môn thể thao phổ biến từ cuối thế kỷ 19 nhưng không có tay vợt hàng đầu nào tới Athens thi đấu. Môn tennis được tổ chức tại sân của câu lạc bộ tennis sân cỏ Athens. John Pius Boland, người giành chức vô địch đơn nam, đã được tham dự Thế vận hội nhờ một sinh viên người Hy Lạp của mình tại đại học Oxford là Konstantinos Manos. Với tư cách là thành viên của tiểu ban Tennis sân cỏ Athens, Manos đã cố gắng tìm kiếm các tay vợt từ đại học Oxford cho Thế vận hội Athens với sự giúp đỡ của Boland. Tại vòng đấu thứ nhất, Boland đã đánh bại Friedrich Traun, một tay vợt đầy triển vọng đến từ Hamburg, người đã từng bị loại tại nội dung chạy nước rút 100 mét. Boland và Traun quyết định cùng nhau tham dự nội dung đánh đôi và họ đã giành chức vô địch sau khi để thua séc đấu đầu tiên trong trận chung kết với cặp vận động viên người Hy Lạp và Ai Cập.

### Cử tạ

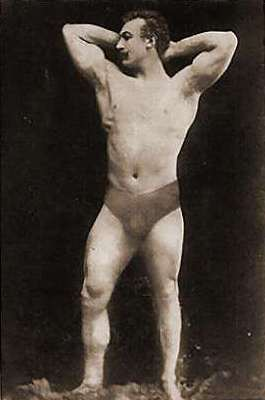
Launceston Elliot, nhà vô địch nội dung cử tạ một tay, đã được đông đảo khán giả Hy Lạp hâm mộ vì vẻ đẹp hình thể của mình.

Vào năm 1896, môn cử tạ vẫn còn khá xa lạ và luật thi đấu khác xa so với bây giờ. Các cuộc tranh tài được tổ chức ngoài trời, tại đường ngoài của sân vận động chính và không có giới hạn về trọng lượng. Nội dung đầu tiên được tổ chức theo một phong cách mà ngày nay gọi là cử giật. Hai lực sĩ nổi bật là Launceston Elliot người Scotland và Viggo Jensen của Đan Mạch. Cả hai người đều nâng cùng một mức tạ nhưng ban giám khảo với chủ tịch là Hoàng tử Georgios, cho rằng Jensen đã trình diễn với phong thái đẹp hơn. Đoàn Vương quốc Anh vốn không quen với kiểu luật lệ tự do này đã phản ứng. Hai lực sĩ cuối cùng được phép thử lại một lần nữa nhưng không có ai đạt được thành tích cao hơn, và chức vô địch vẫn thuộc về Jensen.
Elliot có dịp "phục thù" tại nội dung cử tạ một tay được tổ chức ngay sau nội dung cử tạ hai tay. Jensen bị thương nhẹ vì đã rất nỗ lực trong nội dung thi đấu trước nên đã không có cuộc thi nào dành cho Elliot, do đó lực sĩ này giành chiến thắng một cách hết sức dễ dàng. Khán giả Hy Lạp đã bị quyến rũ bởi Elliot vì họ cho rằng nhà vô địch người Scotland này rất hấp dẫn. Một vụ việc hi hữu đã xảy ra tại môn cử tạ: một gia nhân được yêu cầu phải vác những quả tạ và đây dường như là một nhiệm vụ quá khó khăn đối với ông ta. Hoàng tử Georgios đi tới chỗ người gia nhân, nhấc bổng quả tạ và dễ dàng ném chúng đi một quãng xa trong sự vui thích của đám đông.

### Vật
Không có hạng cân nào được đặt ra cho môn vật được tổ chức tại sân vận động Panathinaiko. Điều đó đồng nghĩa với chỉ có duy nhất một nhà vô địch trong số các võ sĩ ở tất cả hạng cân. Luật thi đấu cũng giống như vật cổ điển (vật Greco-Roman) hiện đại mặc dù không có giới hạn về thời gian và cũng như cấm không được giữ một chân (trái với luật ngày nay).
Trừ hai võ sĩ người Hy Lạp, tất cả các võ sĩ còn lại đều đã từng thi đấu môn thể thao khác. Nhà vô địch cử tạ Launceston Elliot đối mặt với nhà vô địch thể dục dụng cụ Carl Schuhmann. Schuhmann chiến thắng và lọt vào chơi trận chung kết, thi đấu với Georgios Tsitas, người đã từng đánh bại Stephanos Christopoulos. Trời tối đã khiến trận chung kết phải dừng lại giữa chừng sau khi đã diễn ra được 40 phút. Ngày hôm sau trận chung kết lại tiếp tục và Schuhmann chỉ cần có một phần tư tiếng đồng hồ để giành chiến thắng.

## Lễ bế mạc
Sáng chủ nhật ngày 12 tháng 4, Vua Georgios tổ chức tiệc chiêu đãi các quan khách và vận động viên mặc dù có một vài cuộc thi đấu vẫn chưa được diễn ra. Trong bài diễn văn của mình, ông có nói rõ điều mà ông vốn lưu tâm là Thế vận hội nên được tổ chức định kỳ tại Hy Lạp. Buổi lễ bế mạc chính thức được tổ chức ngày thứ tư tuần sau đó sau khi phải hoãn hôm thứ ba do trời mưa. Một lần nữa gia đình hoàng gia lại tham dự buổi lễ, mở màn là quốc ca Hy Lạp cùng một bài tụng ca (ode) bằng tiếng Hy Lạp cổ sáng tác bởi George S. Robertson, một vận động viên và học giả người Anh.
Sau đó, nhà vua trao thưởng cho những người chiến thắng. Không giống như ngày nay, nhà quán quân chỉ nhận huy chương bạc, một nhành ôliu và một bằng chứng nhận. Vận động viên á quân thì nhận huy chương đồng, một vòng nguyệt quế và một bằng chứng nhận. Còn người về thứ ba thì không được trao huy chương. Một vài nhà vô địch còn được nhận thêm giải thưởng như Spyridon Louis, nhận một chiếc cúp từ Michel Bréal, một người bạn của Coubertin. Louis sau đó đã dẫn đầu những vận động viên đoạt huy chương chạy vòng quanh sân vận động ăn mừng chiến thắng trong khi bài thánh ca Olympic được hát lần nữa. Đức vua sau đó chính thức tuyên bố kỳ Thế vận hội lần thứ nhất đã kết thúc và rời sân vận động, trong khi ban hợp xướng hát bản quốc ca Hy Lạp và khán giả vỗ tay hoan hô.
Giống như nhà vua Hy Lạp, nhiều người khác cũng ủng hộ ý tưởng tổ chức kỳ Thế vận hội tiếp theo tại Athens. Hầu hết các vận động viên đến từ nước Mỹ đã ký vào một lá thư gửi tới Thái tử để bày tỏ mong ước này. Tuy nhiên Coubertin đã kịch liệt phản đối vì ông cho rằng sự luân phiên giữa các quốc gia trên thế giới là một trong những tiêu chí hàng đầu cho Thế vận hội hiện đại. Theo như mong muốn của ông thì Thế vận hội tiếp theo sẽ được tổ chức tại Paris mặc dù nó có thể bị lu mờ bởi hội chợ triển lãm thế giới cùng năm đó.

## Các quốc gia tham dự

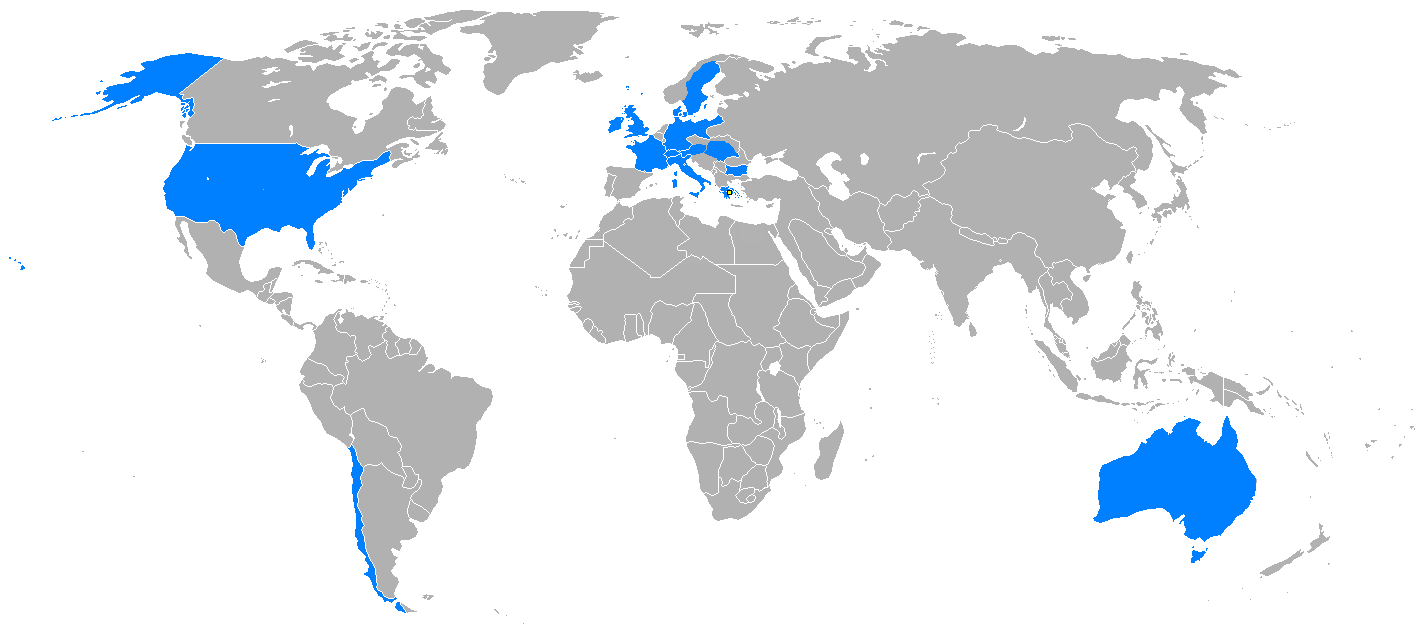
Các quốc gia tham dự kỳ Thế vận hội

Khái niệm về đội tuyển quốc gia không phải là trọng tâm của Thế vận hội cho tới tận kỳ Olympic thêm được tổ chức 10 năm sau đó mặc dù nhiều nguồn đã liệt kê quốc tịch của các vận động viên và đưa ra bảng tổng sắp huy chương của kỳ Thế vận hội 1896. Ủy ban Olympic quốc tế đưa ra con số 14 quốc gia nhưng lại không có tên cụ thể. 14 quốc gia sau đây có thể coi là những nước được công nhận bởi IOC. Một số nguồn khác liệt kê chỉ có 12 vì không bao gồm Chile và Bungary; số khác thì đưa ra 13 nước, có bao gồm cả hai nước trên nhưng không có Ý. Ai Cập đôi khi cũng được tính vì có sự tham gia của vận động viên Dionysios Kasdaglis. Bỉ và Nga đã từng có mặt trong danh sách nhưng cuối cùng đã bị rút.
| Các đội tham dự |
| --- |
| 1. Úc (AUS) – Mặc dù Úc vẫn chưa giành được độc lập từ Anh nhưng thành tích của Edwin Flack được tính như một kết quả của người Úc. 2. Áo (AUT) – Áo lúc đó là một bộ phận của Đế quốc Áo-Hung lúc bấy giờ nhưng thành tích của vận động viên người Áo được tính. 3. Bulgaria (BUL) – Ủy ban Olympic Bungary xác nhận rằng vận động viên thể dục dụng cụ Charles Champaud thi đấu dưới danh nghĩa người Bungary. Champaud là người Thụy Sĩ sống tại Bungary. Mallon và de Wael đều tính Champaud là người Thụy Sĩ. 4. Chile (CHI) – Ủy ban Olympic Chile xác nhận rằng nước này có một vận động viên là Luis Subercaseaux tranh tài ở các nội dung chạy 100, 400 và 800 mét. Không có thông tin chi tiết nào được đưa ra và không có bản báo cáo chính thức hay của Mallon, de Wael có đề cập đến việc này. 5. Đan Mạch (DEN) 6. Pháp (FRA) 7. Đức (GER) 8. Anh Quốc (GBR) – Liên hiệp Vương quốc Anh và Bắc Ireland từ xưa đến nay vốn cử các đoàn thể thao riêng biệt đại diện cho từng quốc gia bộ phận. Thế nhưng Thế vận hội là một ngoại lệ khi toàn bộ bốn nước Anh, Scotland, xứ Wales và Bắc Ireland được tính chung là một đoàn thống nhất. Tuy nhiên đoàn này lại dùng tên "Đại Anh" (Great Britain) tại các kỳ Thế vận hội thay vì tên gọi phổ biến đã được rút gọn là "the United Kingdom". 9. Hy Lạp (GRE) – Kết quả của nước chủ nhà Hy Lạp bao gồm cả thành tích của những vận động viên đến từ đảo Síp, Smyrna và Ai Cập. Một số nguồn tính riêng kết quả của đảo Síp mặc dù hầu hết đều tính Anastasios Andreou, một vận động viên người Hy Lạp-Síp là người Hy Lạp (Đảo Síp lúc đó đang là thuộc địa của Liên hiệp Anh). Kasdaglis, vận động viên gốc Hy Lạp sống tại Alexandria, Ai Cập, được IOC tính là người Hy Lạp khi thi đấu môn tennis nhưng Kasdaglis và bạn đấu đôi của ông, tay vợt người Hy Lạp Demetrios Petrokokkinos, được tính như một đôi hỗn hợp. 10. Hungary (HUN) – Hungary thường được tính riêng rẽ với Áo mặc dù hai nước là một phần của Đế chế Áo-Hung lúc bấy giờ. Tuy nhiên thành tích của Hungary có bao gồm cả thành tích của các vận động viên từ Vojvodina (nay là một phần của Serbia). 11. Ý (ITA) – Vận động viên Ý nổi danh nhất tham gia kỳ Thế vận hội, Carlo Airoldi, được coi là vận động viên chuyên nghiệp và bị loại khỏi cuộc thi. Tuy nhiên tay súng khác tên là Rivabella đã được phép thi đấu và cũng là người Ý. 12. Thụy Điển (SWE) 13. Thụy Sĩ (SUI) 14. Hoa Kỳ (USA) |

### Số vận động viên theo Ủy ban Olympic quốc gia
| IOC  | Quốc gia  | Số vận động viên |
| ---- | --------- | ---------------- |
| GRE  | Hy Lạp    | 169              |
| GER  | Đức       | 19               |
| USA  | Hoa Kỳ    | 14               |
| FRA  | Pháp      | 12               |
| GBR  | Anh Quốc  | 10               |
| HUN  | Hungary   | 7                |
| AUT  | Áo        | 3                |
| DEN  | Đan Mạch  | 3                |
| SUI  | Thụy Sĩ   | 2/3              |
| AUS  | Úc        | 1                |
| ITA  | Ý         | 1                |
| SWE  | Thụy Điển | 1                |
| BUL  | Bulgaria  | 0/1              |
| Tổng | 243       |                  |

## Bảng tổng sắp huy chương

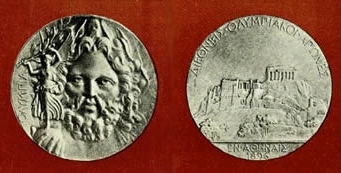
Chiếc huy chương bạc được trao cho nhà vô địch trong kỳ Thế vận hội Mùa hè 1896.

10 trong số 14 quốc gia tham dự đã giành được huy chương trong đó có 3 huy chương của đoàn hỗn hợp, chẳng hạn như đoàn hợp bởi các vận động viên điền kinh đến từ nhiều quốc gia. Đoàn Hoa Kỳ giành được nhiều huy chương vàng nhất (11) trong khi đoàn chủ nhà Hy Lạp dẫn đầu về tổng số huy chương giành được (46) cũng như số huy chương bạc (17) và đồng (19) và chỉ ít hơn đoàn Mỹ duy nhất 1 chiếc huy chương vàng.
Trong kỳ Thế vận hội này, nhà vô địch được trao một chiếc huy chương bạc và một nhành ôliu trong khi á quân được trao huy chương đồng và vòng nguyệt quế. IOC đã quyết định đồng bộ hóa ba vị trí dẫn đầu bằng huy chương vàng, bạc, đồng để đồng nhất với các bảng tổng sắp của các kỳ Thế vận hội ngày nay.
| Hạng                | Đoàn                  | Vàng | Bạc | Đồng | Tổng số |
| ------------------- | --------------------- | ---- | --- | ---- | ------- |
| 1                   | Hoa Kỳ                | 11   | 7   | 2    | 20      |
| 2                   | Hy Lạp                | 10   | 17  | 19   | 46      |
| 3                   | Đức                   | 6    | 5   | 2    | 13      |
| 4                   | Pháp                  | 5    | 4   | 2    | 11      |
| 5                   | Anh Quốc              | 2    | 3   | 2    | 7       |
| 6                   | Hungary               | 2    | 1   | 3    | 6       |
| 7                   | Áo                    | 2    | 1   | 2    | 5       |
| 8                   | Úc                    | 2    | 0   | 0    | 2       |
| 9                   | Đan Mạch              | 1    | 2   | 3    | 6       |
| 10                  | Thụy Sĩ               | 1    | 2   | 0    | 3       |
| 11                  | Đoàn thể thao kết hợp | 1    | 1   | 1    | 3       |
| Tổng số (11 đơn vị) | Tổng số (11 đơn vị)   | 43   | 43  | 36   | 122     |

## Vận động viên nữ
Phụ nữ không được phép tham dự tại kỳ Thế vận hội 1896, bởi vì Coubertin nghĩ rằng việc đó là "không thú vị và không đúng". Tuy nhiên, một phụ nữ tên là Stamata Revithi, mẹ của một bé trai 17 tháng tuổi đã tham gia chạy marathon vào ngày 11 tháng 4, một ngày sau khi các vận động viên nam thi đấu chính thức. Mặc dù cô không được phép vào sân vận động nhưng sau khi chạy, cô đã tìm vài nhân chứng để ký xác nhận rằng cô đã về đích trong 5 giờ 30 phút. Revithi đã định gửi tài liệu này tới Ủy ban Olympic Hy Lạp với hy vọng rằng họ sẽ công nhận thành tích của cô. Không có bản báo cáo hay tài liệu nào của cô được ủy ban chứng thực.